# Pszczoła afrykańska
Pszczoła afrykańska (Apis mellifera adansonii) – afrykański podgatunek pszczoły miodnej.
Podgatunek występuje w środkowej i zachodniej Afryce. Robotnice pszczoły afrykańskiej są bardzo pracowite i agresywne.